# Tommy Lawrence
Thomas Johnstone Lawrence (14. května 1940, Dailly, Skotsko, Spojené království – 9. ledna 2018) byl skotský fotbalový brankář a reprezentant s přezdívkou létající prase.

## Klubová kariéra
Na seniorské úrovni hrál za anglické kluby Liverpool FC a Tranmere Rovers FC. S Liverpoolem nasbíral několik trofejí.

## Reprezentační kariéra
V A-mužstvu Skotska odehrál pouze 3 zápasy (jeden v roce 1963 a dva v roce 1969). Debutoval 9. června 1963 v přátelském utkání v Dublinu proti domácímu týmu Irska (prohra 0:1).